# 东路镇
东路镇是中华人民共和国海南省文昌市下辖的一个镇。

## 行政区划
东路镇下辖以下村级行政区划单位：
约亭社区、东路墟社区、东路村、永丰村、美德村、红光村、大宝村、长征村、蛟塘村、葫芦村、大坡村和下洋村。